# Georg Friedrich Fuchs
Pour les articles homonymes, voir Fuchs.
Georg Friedrich Fuchs, né le 3 décembre 1752 à Mayence et mort le 9 octobre 1821 à Passy, est un clarinettiste, compositeur et chef d'orchestre français d'origine allemande.

## Biographie
Il apprend à jouer dès son plus jeune âge de la clarinette, du cor et du basson puis étudie la composition auprès de Johann Christian Cannabich et éventuellement de Joseph Haydn. Après avoir été musicien dans divers régiments allemands, il devient chef de la fanfare de Zweibrücken (Deux-Ponts) puis s'installe en 1784 à Paris où il travaille comme musicien au sein de la musique de la Garde nationale et compositeur. Lors de la fondation du Conservatoire de Paris en 1793, il est l'un des premiers professeurs de clarinette de l'établissement, puis y enseigne le solfège. Il compose dès lors de très nombreuses œuvres, particulièrement des suites pour harmonie. Fétis écrit à son propos : "cet artiste n'était pas dépourvu de mérite ; son harmonie ne manquait ni d'effet ni de pureté : il fut un des compositeurs et arrangeurs de musique instrumentale les plus féconds de son temps".

## Œuvres

### Œuvres pour orchestre
- nombreux concertos dont un Concerto en si bémol majeur pour clarinette et orchestre et symphonies concertantes pour clarinette, flûte, cor dont une Sinfonie concertante en mi bémol majeur pour cor, clarinette et orchestre, éd. moderne Hans Pizka

### Œuvres pour ensemble à vent
- nombreuses suites d'harmonie militaire à plusieurs parties, dont :
- 1792 Le Siège de Lille
- 1793 Le Siège de Thionville
- 1793 La Bataille de Jemappes et la prise de la ville de Mons
- 1794 Ouverture du Camp de Grand-Pré
- 1794 Airs du Camp de Grand-Pré
  1. Dieu du peuple - Poco Larghetto
  2. Vous gentilles fillettes - Allegretto
  3. Les habitants de ces bocages - Andantino
  4. Dans le temps de notre jeunesse - Andante
  5. Qu'une fête ici s’apprête - Marche
  6. Que devient l'ardeur intrépide - Allegretto
  7. À peine sur ces monts - Grave - Allegro - Largo
- La Bataille de Marengo
- Six fanfares pour 4 trompettes, 2 cors, trombone et timbales
- divers pas redoublés et marches

### Musique de chambre
- 24 sonatines très faciles à l'usage des jeunes artistes pour 2 flûtes, op. 1
- Trois trios op. 1 pour flûte, clarinette et basson
- Trois quatuors op. 2 pour clarinette et cordes
- Trois trios concertants pour 2 violons et violoncelle, op. 4
- Duo op. 5 pour clarinette et cor, éd. moderne Peters
- Six duos op. 6 pour clarinette et basson
- Six duos concertants op. 7 pour 2 clarinettes
- Trois duos op. 14 pour clarinette et violon, éd. moderne Amadeus
- Trois duos op. 15 pour clarinette et violon
- Trois duos op. 19 pour flûte et clarinette, éd. moderne Amadeus
- Trois duos op. 20 pour flûte et clarinette
- Trois quatuors à cordes op. 21
- Six duos op. 22 pour 2 clarinettes
- Duos pour deux clarinettes mêlés de valses, allemandes et polonaises, op. 29
- Trois quatuors op. 31 pour cor et cordes
- Six duos op. 32 pour clarinette et cor, éd. moderne Amadeus
- Six duos formant 24 morceaux pour cor et clarinette, op. 36
- Trois trios concertants op. 45 pour 2 violons et violoncelle
- Trois duos concertants op. 51 pour 2 flûtes
- Trois duos concertants op. 65 pour 2 bassons
- Trio Concertant en Sol min op. 64 n° 3 pour clarinette, violon et violoncelle, éd. moderne Doblinger
- Trois quatuors pour clarinette (ou hautbois), 2 cors et basson (ou violoncelle), éd. moderne Amadeus
- Six trios pour 3 clarinettes, éd. moderne Ebenos
- Sérénade pour flûte, clarinette, basson, cor, violon, alto et basse, éd. moderne Rosewood
- Trois quatuors concertants pour cor, clarinette, basson et violoncelle
- Six trios pour 2 clarinettes et basson

## Enregistrements
- Mannheimer Schule Vol.3, Kurpfälzisches Kammerorchester, dir. Jiří Malát (label Arte Nova, référence 74321 37297 2, 1996)[2]